# Terminologia Histologica
A Terminologia Histologica é um vocabulário controlado para uso nas áreas da biologia celular e histologia
Tinha como intenção substituir a Nomina Histologica, a qual foi introduzida em 1977, com a quarta edição da Nomina Anatomica'.

## Definições
- h1.00: Biologia celular
- h2.00: Histologia 
  - H2.00.01.0.00001: Células-tronco 
  - H2.00.02.0.00001: Tecido epitelial 
    - H2.00.02.0.01001: Célula epitelial
    - H2.00.02.0.02001: Epitélio de superfície
    - H2.00.02.0.03001: Epitélio glandular

  - H2.00.03.0.00001: Tecido conjuntivo e Tecido suportivo 
    - H2.00.03.0.01001: Células do tecido conjuntivo
    - H2.00.03.0.02001: Matriz extracelular
    - H2.00.03.0.03001: Fibras do tecido conjuntivo
    - H2.00.03.1.00001: Tecido conjuntivo próprio
    - H2.00.03.1.01001: Ligamentos
    - H2.00.03.2.00001: Tecido conjuntivo mucóide; Tecido conjuntivo gelatinosos
    - H2.00.03.3.00001: Tecido reticular
    - H2.00.03.4.00001: Tecido adiposo
    - H2.00.03.5.00001: Tecido cartilaginoso
    - H2.00.03.6.00001: Tecido condróide
    - H2.00.03.7.00001: Tecido ósseo

  - H2.00.04.0.00001: Complexo hematolinfóide 
    - H2.00.04.1.00001: Célula sanguínea
    - H2.00.04.1.01001: Eritrócito; Hemácia
    - H2.00.04.1.02001: Leucócito; Glóbulos brancos
    - H2.00.04.1.03001: Plaqueta sanguínea; Trombócito
    - H2.00.04.2.00001: Plasma
    - H2.00.04.3.00001: Hematopoiese
    - H2.00.04.4.00001: Locais de hematopoiese pós-natal
      - H2.00.04.4.01001: Tecido linfóide

  - H2.00.05.0.00001: Tecido muscular 
    - H2.00.05.1.00001: Músculo liso
    - H2.00.05.2.00001: Músculo estriado

  - H2.00.06.0.00001: Tecido nervoso 
    - H2.00.06.1.00001: Neurônio
    - H2.00.06.2.00001: Sinapse
    - H2.00.06.2.00001: Neuróglia
- h3.01: Ossoss
- h3.02: Juntas
- h3.03: Músculos
- h3.04: Sistema digestivo
- h3.05: Sistema respiratório
- h3.06: Sistema urinário
- h3.07: Sistema reprodutivo
- h3.08: Sistema endócrino
- h3.09: Sistema cardiovascular
- h3.10: Sistema linfático
- h3.11: Sistema nervoso
- h3.12: Tegumento